# Цыплёнок табака

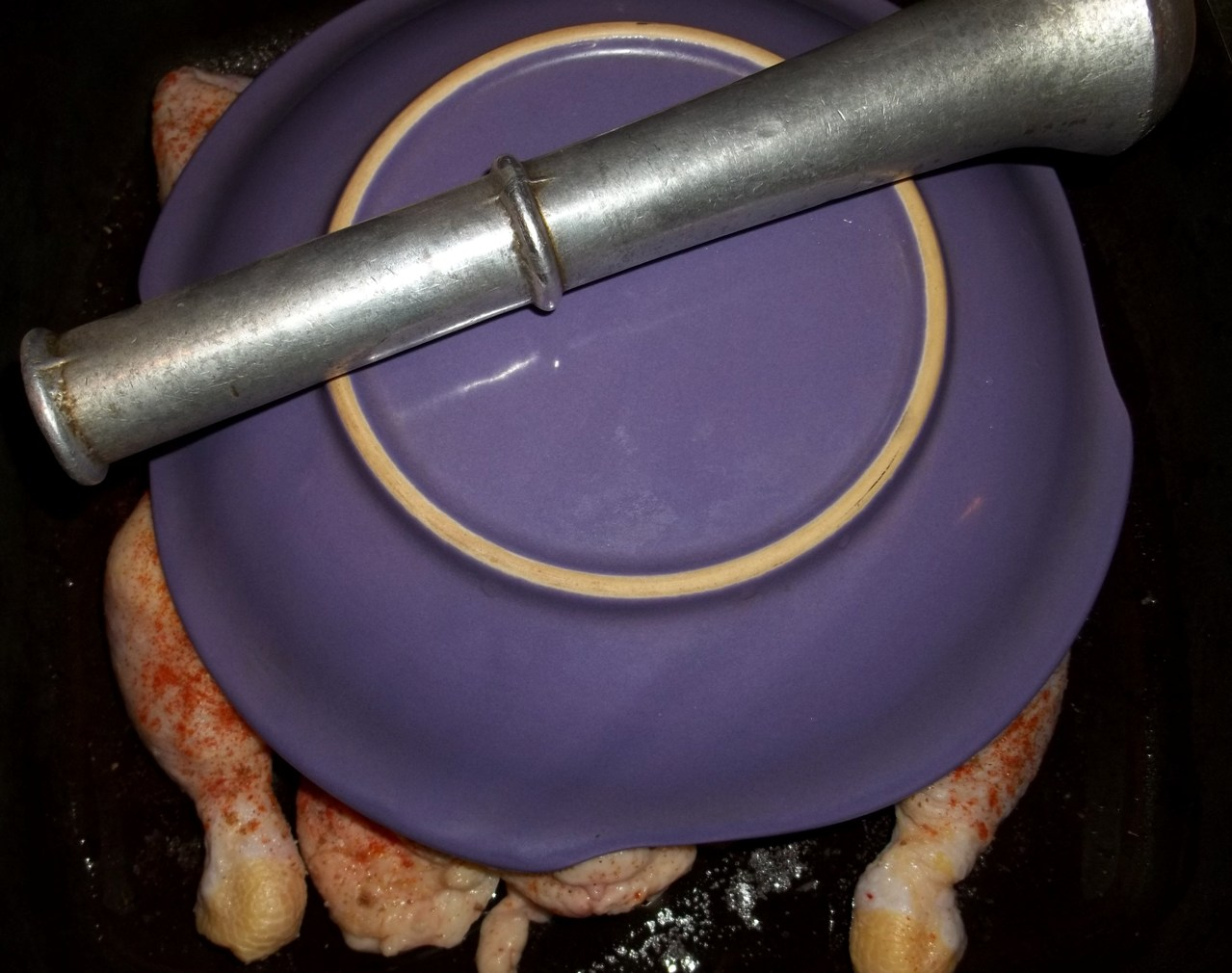
Жарка цыплёнка табака под гнётом

Цыплёнок табака́, цици́ли табака́ (груз. წიწილა ტაბაკა) — национальное блюдо грузинской кухни, цыплёнок, жаренный на сковороде под прессом. Цыплёнок табака составляет одну порцию, перед подачей его обычно натирают измельчённым чесноком и гарнируют свежими овощами и зеленью, соленьями, долькой лимона, чесночной заправкой на бульоне или винном уксусе и соусом ткемали. Отличается простотой приготовления, являлся популярным самостоятельным блюдом советской кухни, дежурным блюдом ресторанной кухни в СССР. В грузинской кухне также выступает полуфабрикатом для приготовления других блюд, поэтому из приправ в нём используются только соль и перец.
Для приготовления цыплят табака подходят тушки цыплят весом до 700—800 грамм. Их разрезают по грудке вдоль, раскрывают и распластывают, затем отбивают деревянным молотком. Крылышки цыплят заправляют в прорезанные кармашки на спинке. Перед жаркой цыплят солят, перчат и обмазывают сметаной. Тушки обжаривают на сливочном масле с двух сторон начиная спинкой вниз под прессом, чтобы они сохранили плоскую форму. Гнётом может выступать тяжёлая металлическая доска.
Народная этимология объясняла табак в названии блюда большим количеством перца: цыплёнок получается как будто обсыпанный табаком. В действительности название происходит от специальной чугунной сковороды с тяжёлой крышкой-гнётом под названием «тапа», и фонетически правильным вариантом названия должен был бы быть «цыплёнок тапака» — «зажаренный в тапе».
С трёхминутным театральным этюдом-пантомимой «Цыплёнок табака» в юмористической телевизионной передаче «Вокруг смеха» в 1979 году обрёл популярность Леонид Ярмольник.